# Domenico Carbone

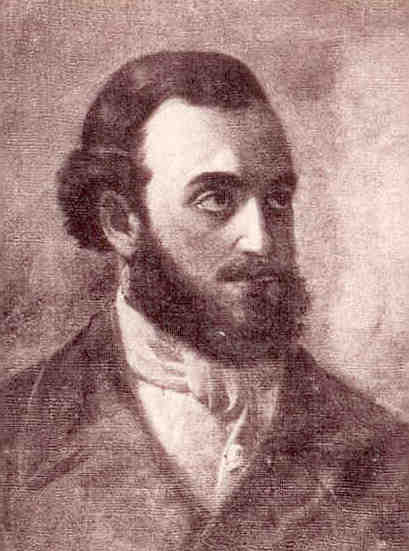

Domenico Carbone (Carbonara Scrivia, 16 luglio 1823 – Firenze, 20 marzo 1883) è stato un patriota e scrittore italiano, volontario nelle guerre del Risorgimento, provveditore agli studi di Torino e autore per l'infanzia.

## Biografia
Fu membro del consiglio del Collegio Reale delle Fanciulle in Milano. Fra le sue satire, composte sulla scia di quelle di Giuseppe Giusti, la più nota è “Re Tentenna”, allusione all'indecisione e ai frequenti cambiamenti di Carlo Alberto. L'epiteto affibbiato al re, che da allora in poi diventò popolare e passò alla storia, gli procurò l'esilio, e lo costrinse a spostarsi prima a Roma e poi a Firenze.  Significative sono anche le composizioni “Sono Italiano”, che lo colloca nell'ambito del patriottismo mazziniano, e “Don Ciccia al congresso di Villanovetta”, che prende in giro il clero reazionario.
Massone, con Giosuè Carducci ed altri confratelli massoni firmò un opuscolo di protesta, per conto della Loggia "Felsinea", del Grande Oriente d'Italia.
Oltre che del Giusti, egli sentì l'influenza d'altri poeti, quali Giovanni Berchet, Francesco Dall'Ongaro e Giovanni Prati. Importante è pure il suo carteggio. Alcune sue opere sono state pubblicate postume.
Dall'unione con Camilla Lessona, sorella di Michele Lessona, nacque il futuro medico Tito Carbone.

## Opere
- Sono Italiano: canto popolare  / poesia di Domenico Carbone; musica di Ermanno Picchi (Guidi, Firenze, 1856)
- All'esercito italiano reduce di Crimea: canto (Rossi, Tortona, 1856)
- Il libro del profeta Pippo: ditirambo (Rossi, Tortona, 1857)
- Le due sorelle / Il cavaliere italiano / N. Vineis! (Galimberti, Cuneo, 1860)
- Il Novellino, ossia Libro di bel parlar gentile ridotto a uso delle scuole e riveduto sui manoscritti per cura di Domenico Carbone; con aggiunta di dodici novelle di Franco Sacchetti e con note di vari (Barbera, Firenze, 1868 e successive edizioni)
- L'educazione dello spirito: discorso detto nella premiazione degli alunni delle scuole elementari addì 15 gennaio 1875 (Botta, Torino, 1875)
- L'educazione del cuore: discorso detto nella premiazione degli alunni delle scuole elementari il 12 gennaio 1876 (Botta, Torino, 1876)
- Amedeo di Savoia duca d'Aosta (Capaccini, Roma, 1890)
- Carteggio dal 1845 al 1850, a cura della figlia Bice e del nipote Domenico Carbone (Cogliati, Milano, 1922)